# Dorking Wanderers FC
O Dorking Wanderers Football Club é uma equipe de futebol semiprofissional localizada em Dorking, Surrey, na Inglaterra. Atualmente associados à Surrey County Football Association, estão inscritos na National League, que corresponde à quinta divisão do futebol inglês, e disputam suas partidas no Meadowbank. Estabelecido em 1999 por um grupo de amigos como um time amador recreativo que joga futebol de base, o clube iniciou na Crawley & District League e progrediu com sucesso, conquistando doze promoções nas primeiras 23 temporadas, alcançando a Liga Nacional em 2022. Apesar de ter atuado pelo clube nos estágios iniciais, o fundador do clube, Marc White, mantém-se como presidente e treinador da equipe principal até hoje.